# William Ludwig
William Ludwig (New York, 16 maggio 1912 – Woodland Hills, 7 febbraio 1999) è stato uno sceneggiatore statunitense.

## Biografia
Dopo gli studi alla Columbia University, nel 1937 William Ludwig si unì alla Metro-Goldwyn-Mayer. Continuò a lavorare per loro per vent'anni, scrivendo oltre due dozzine di sceneggiature, tra cui quelle del film Oklahoma! e Oltre il destino, per cui vinse l'Oscar alla migliore sceneggiatura originale nel 1955.
Morì nel 1999 per complicazioni legate alla malattia di Parkinson.

## Filmografia parziale
- Cow boy dilettante (Out West with the Hardys), regia di George B. Seitz (1938)
- L'ultimo ricatto (Blackmail), regia di Henry C. Potter (1939)
- L'uomo venuto da lontano (An American Romance), regia di King Vidor (1944)
- Incontriamoci a Saint Louis (Meet Me in St. Louis), regia di Vincente Minnelli (1944)
- Minorenni pericolosi (Boys' Ranch), regia di Roy Rowland (1946)
- Carambola d'amore (Love Laughs at Andy Hardy), regia di Willis Goldbeck (1946)
- Casa mia (Hills of Home), regia di Fred M. Wilcox (1948)
- Primavera di sole (The Sun Comes Up), regia di Richard Thorpe (1949)
- Il ritorno di Lassie (Challenge to Lassie), regia di Richard Thorpe (1949)
- Il grande Caruso (The Great Caruso), regia di Richard Thorpe (1951)
- La vedova allegra (The Merry Widow ), regia di Curtis Bernhardt (1952)
- Il principe studente (The Student Prince), regia di Richard Thorpe (1954)
- Athena e le 7 sorelle (Athena), regia di Richard Thorpe (1954)
- Tutti in coperta (Hit the Deck), regia di Roy Rowland (1955)
- Oltre il destino (Interrupted Melody), regia di Curtis Bernhardt (1955)
- Oklahoma!, regia di Fred Zinnemann (1955)
- 10.000 camere da letto (Ten Thousand Bedrooms), regia di Richard Thorpe (1957)
- L'arma della gloria (Gun Glory), regia di Roy Rowland (1957)
- Il sentiero degli amanti (Back Street), regia di David Miller (1961)